# NGC 2608
NGC 2608 је спирална галаксија у сазвежђу Рак која се налази на NGC листи објеката дубоког неба.
Деклинација објекта је + 28° 28' 24" а ректасцензија 8h 35m 17,2s. Привидна величина (магнитуда) објекта NGC 2608 износи 12,2 а фотографска магнитуда 13,0. Налази се на удаљености од 31,0000 милиона парсека од Сунца. NGC 2608 је још познат и под ознакама UGC 4484, MCG 5-20-27, CGCG 149-55, IRAS 08322+2838, ARP 12, KUG 0832+286, PGC 24111.